# Acacia diadenia
Acacia diadenia é uma espécie de leguminosa do gênero Acacia, pertencente à família Fabaceae.